# Runnymede

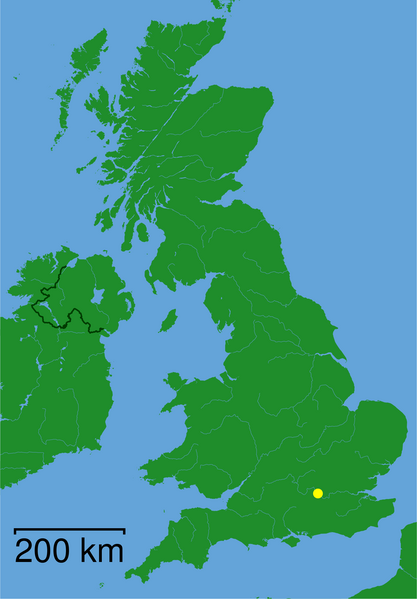
Runnymede

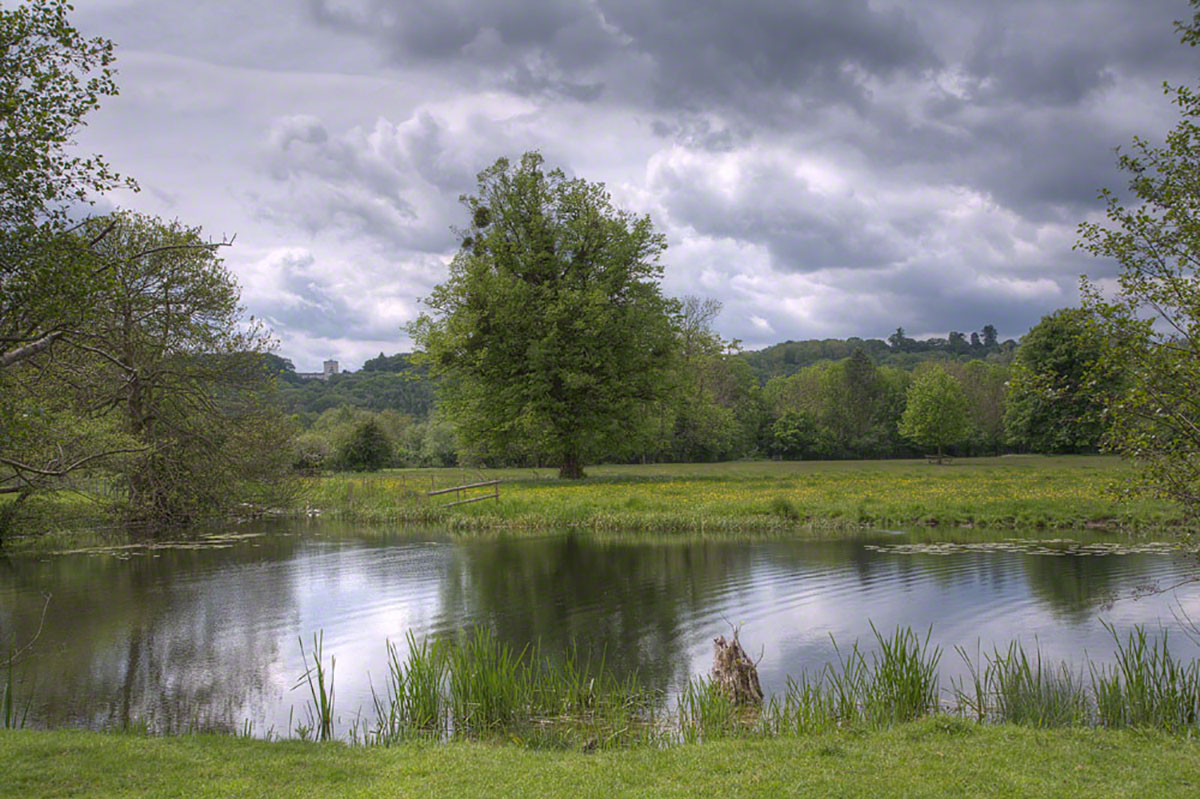
Veduta

Runnymede è una zona verde lungo il Tamigi, nella contea di Surrey (Inghilterra). È comunemente associata alla firma della Magna Carta.

## Storia

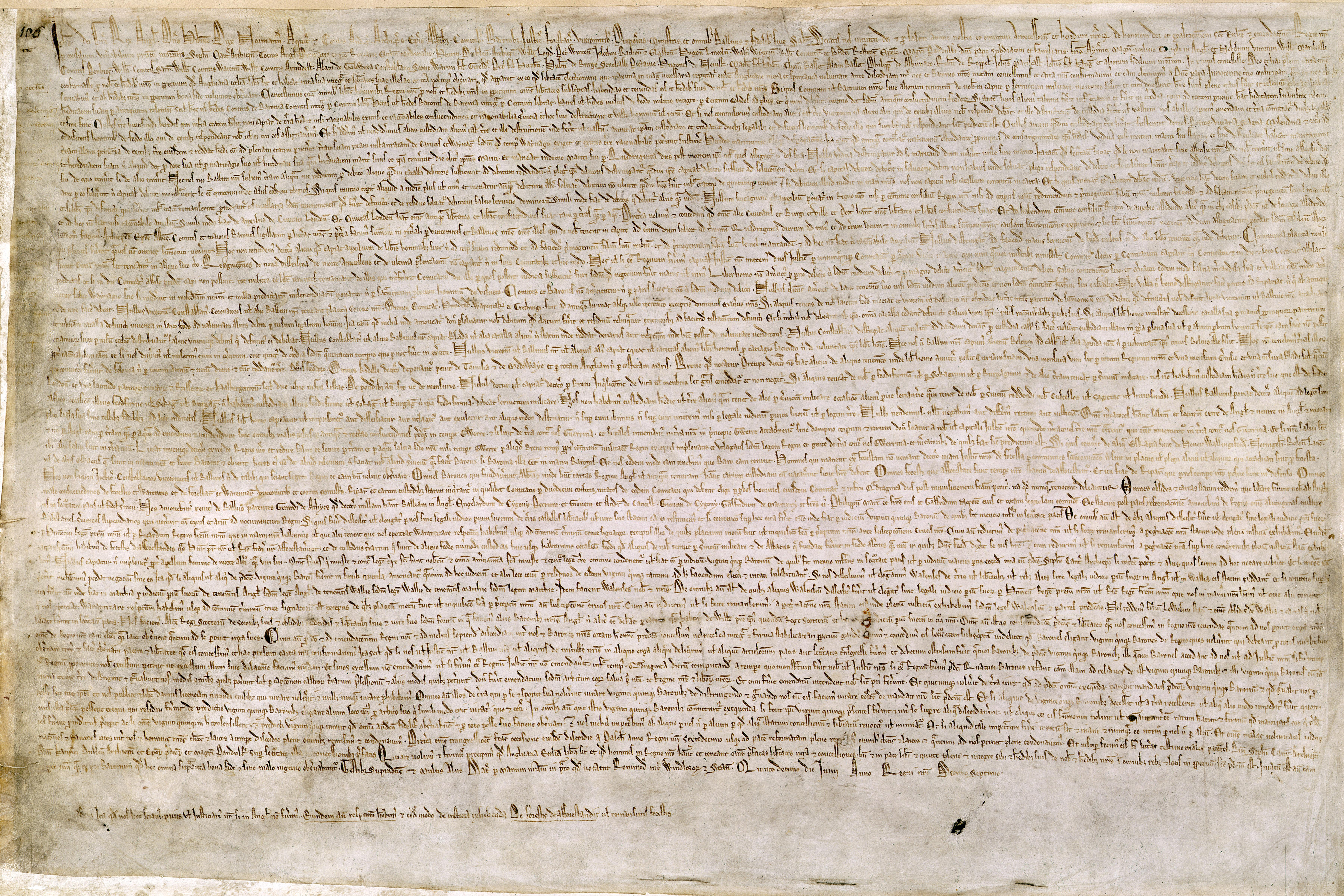
Una delle sole quattro esemplificazioni (copie conformi) sopravvissute della Magna Carta del 1215. Cotton MS. Augustus II. 106, conservato alla British Library

Sul prato di Runnymede Giovanni Senza Terra promulgò, il 15 giugno 1215, la Magna Carta Libertatum, come è specificato nella stessa.
Si è discusso se la cerimonia di emanazione di questo atto, fondamentale per la democrazia occidentale, si svolse nel prato vero e proprio o nella piccola isola attualmente chiamata Magna Carta Island, un'isoletta nel Tamigi, adiacente al prato, o a Ankerwycke, un antico sito vicino all'isola.

Queste due località, attualmente nel Berkshire, facevano parte, all'epoca, del territorio di Runnymede.

Gli storici locali si sono esercitati su questo tipo di dispute probabilmente influenzati da un comprensibile campanilismo.
(Magna Carta Libertatum)
Runnymede, unitamente a 182 acri di terreno circostante, fu donato, nel 1929, al National Trust for Places of Historic Interest or Natural Beauty da Lady Fairhaven e dai suoi due figli in memoria di Urban Hanlon Broughton.
Il Memorial dedicato a Broughton è formato da edicole e padiglioni, i Fairhaven Lodges, disegnato da Edwin Lutyens.

## Descrizione
Runnymede è un attraente prato lungo il fiume, adiacente ad un terreno boscoso, spesso disturbato da una strada piuttosto trafficata.
A causa delle sue connessioni storiche Runnymede è sede di diversi memoriali, situati tra gli alberi della Coopers Hill:
- l'Air Forces Memorial commemora le donne e gli uomini delle Allied Air Forces morti durante la seconda guerra mondiale e perpetua i nomi dei 20.456 aviatori che non hanno avuto sepoltura. Dall'alto della torre i visitatori possono ammirare il panorama di Windsor, le contee circostanti e qualche volta, quando le condizioni meteorologiche lo permettono, possono vedere gli aerei decollare ed atterrare all'aeroporto di Heathrow. Il memoriale è stato progettato da Edward Maufe, l'architetto della Guildford Cathedral;

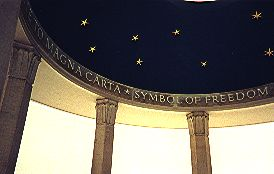
Dettaglio del Magna Carta Memorial

- il Magna Carta Memorial, un tempio classico a cupola, costruito dalla American Bar Association, contenente una colonna di granito inglese con inciso To commemorate Magna Carta, symbol of Freedom Under Law.
- il John F. Kennedy Memorial, memoriale inglese dedicato al presidente Kennedy. Il memoriale è formato da una lapide in pietra di Portland con incisa parte del suo discorso inaugurale

 I Visitatori raggiungono il memoriale percorrendo un viottolo acciottolato a simboleggiare un pellegrinaggio. L'area su cui si trova il Memoriale fu donata agli Stati Uniti dal popolo inglese ed è per questo territorio americano, quasi una enclave gestita dal Kennedy Memorial Trust, che fra l'altro sponsorizza corsi universitari in America per studenti inglesi.
Il memoriale è stato inaugurato nel maggio 1965, congiuntamente, dalla regina Elisabetta II e da Jacqueline Kennedy prima di un ricevimento al castello di Windsor.
Una grande casa che domina dall'alto Runnymede e il Tamigi ed è posta sulla Cooper's Hill ha ospitato, successivamente, il Royal Indian Engineering College, la sede centrale del Post Office durante la seconda guerra mondiale, la statua di Eros nello stesso periodo bellico, il Shoreditch College, un centro per l'istruzione all'artigianato e più recentemente la scuola di design della Brunel University.

## Accesso
Runnymede appartiene al National Trust ed è aperta al pubblico gratuitamente tutti i giorni.

## Collocazione
Runnymede si trova sulle sponde del Tamigi, sulla A308 road a Egham, nel distretto omonimo, circa 4 miglia ad est di Windsor e a circa 19 miglia ad ovest dal centro di Londra.

## Curiosità
L'ultimo duello mortale in Inghilterra fu effettuato nel 1852 sulla Priest Hill che confina con Runnymede.